# Рёйтер, Михил де
Михи́л Адриа́нсзон де Рёйтер (Мике́ль (Михие́л, Михаэ́ль, Михаи́л) Адриа́нсон де Рю́йтер (Ра́йтер); нидерл. Michiel Adriaenszoon de Ruyter; 24 марта 1607 — 29 апреля 1676) — адмирал, командовавший нидерландским флотом в Англо-голландских войнах XVII века. Одержал несколько крупных побед над англичанами и французами, включая знаменитый рейд на Медуэй. Был смертельно ранен в сражении у берегов Сицилии во время войны с Францией.

## Биография

### Ранний период
11 лет от роду был уже юнгой на корабле; в 1635 году, будучи капитаном, ходил в Гренландию, затем с торговыми целями несколько раз был в Бразилии; в 1641 году Рёйтер участвует в сражении голландцев в союзе с португальцами против Испании у мыса Сан-Висенти. Затем Рёйтер удачно вёл борьбу с берберскими пиратами. Когда в 1652 году началась война с Англией, Рёйтер с нидерландским флотом отправился к берегам Англии, у Плимута вступил в Плимутское сражение с английским флотом, состоявшим под начальством адмирала Джорджа Эйскью, и принудил его отступить, не потеряв ни одного корабля, между тем как англичане лишились 3 кораблей и 1500 солдат; затем, однако, Рёйтер должен был удалиться, так как к англичанам прибыли подкрепления.
В следующем году участвовал в военных действиях адмирала Тромпа. Дальнейшая деятельность Рёйтера была направлена главным образом на истребление морских разбойников в Средиземном море; одно имя его наводило страх на пиратов.

### Важнейшие победы над англичанами и французами
В 1665 году был назначен главным начальником флота в войне против англичан. 
В 1666 году трижды разбил неприятельский флот у берегов Англии. 
19-24 июня 1667 года совершил набег на расположенный в устье реки Темзы Чатем, уничтожив 15 крупных и множество мелких британских кораблей и наведя немалый страх на Лондон.
В 1672 году Рёйтер, будучи уже адмиралом, командовал флотом из 70 кораблей против соединённых сил французов и англичан и одержал значительную победу при Солебее (восточное побережье Англии).
В 1673 году имел несколько удачных столкновений с французским адмиралом, герцогом д’Эстре.

### Средиземноморская кампания и гибель
Посланный в 1675 году в Средиземное море на помощь испанцам, Рёйтер освободил из плена 30 венгерских реформатских священников, которые томились на неаполитанских галерах.
8 января 1676 года у Стромболи произошла первая встреча голландско-испанской эскадры под командованием Рёйтера и французского флота под командованием одного из величайших морских героев Франции Авраама Дюкена. У Дюкена было 20 кораблей, у Рёйтера — 24. Оба находились в кордебаталии. Адмиральские суда Дюкена и Рёйтера сошлись между собой и после продолжительной артиллерийской борьбы союзная голландско-испанская эскадра была вынуждена отступить. Рёйтер приписывал победу себе, хотя и признавал, что ему «ещё никогда не приходилось бывать в столь жарком деле». Однако несомненно, что стратегическая победа принадлежала Дюкену, поскольку Рёйтер не смог помешать тому соединиться с эскадрой, оставшейся в Мессине.
Второе сражение Дюкена и де Рёйтера произошло у Агосты. В эскадре Дюкена было 33 корабля и 8 брандеров, в союзной эскадре Рёйтера — 29 кораблей, 10 галер и 4 брандера. Дюкен находился в кордебаталии, Рёйтер — в авангарде. Рёйтер первым начал сражение, обрушившись на французский авангард под командованием д’Альмейраса. Французы стойко выдерживали атаки Рёйтера, но гибель д’Альмейраса, убитого ядром, поколебала их стойкость. В то же время к авангарду подоспел Дюкен, и снова между адмиральскими кораблями началась ожесточённая артиллерийская дуэль. Ранение в обе ноги, полученное в бою Рёйтером, вызвало смятение в голландском флоте и привело к отступлению всего флота, который укрылся в Палермской бухте. Через неделю, 29 апреля, Рёйтер от полученных ранений скончался близ Сиракуз.
Забальзамированное тело Рёйтера на фрегате «Concordia» отправлено было в Голландию. По пути корабль был захвачен Дюкеном, но узнав о скорбной миссии корабля, Дюкен отпустил его и отдал салютом честь своему великому противнику. Желая не отставать по благородству от своего адмирала, король Франции Людовик XIV приказал дать свободный пропуск «Concordia» в Голландию и салютовать ей в каждом французском порту, мимо которого она проходила.
Погребение Рёйтера состоялось 18 марта 1677 года в Амстердаме. Его гробницу украшает надпись «Он сияет незапятнанной честью».

## Память
- Ему поставлены памятники в Амстердаме, Флиссингене и Дебрецене.
- Имя Рёйтера носили и носят несколько кораблей королевского флота Нидерландов, в настоящее время это фрегат УРО типа «Де Зевен Провинсиен».
- В честь Рёйтера был назван 49-й моторизованный полк из состава сформированной в 1945 году 23-й добровольческой дивизии СС «Недерланд».

## В искусстве
- «Адмирал» — нидерландский историко-биографический фильм режиссёра Роэля Рейна (в роли адмирала Рёйтера — Франк Ламмерс). Премьера состоялась в Музее судоходства в Амстердаме 26 января 2015 года; 29 января фильм был впервые показан в кинотеатрах.
- В серии приключенческих романов Р. Сабатини о капитане Бладе неизменно подчеркивается служба Блада под командованием Рёйтера, как высококлассного флотоводца.